# Vidarény Iván
Vidarény Iván (szül. Iván Vydarený, névváltozat: Vydarény Iván) (Verbó (Nagyszombati kerület), 1887. június 13. – Budapest, 1982. július 10.) szlovák származású magyar építész, festő, fotográfus. Kora egyik legszámottevőbb fotóművésze volt.
Stílusát az elmélyülés, az átgondoltság és függetlenség karakterizálja. Mindenkor önálló, nincsenek utánérzései s inkább hallgat, mintsem ismétel.

## Életpályája

### Származása, iskolái, hivatása
A felvidéki Nyitra vármegyében, szlovák családban született. Szenvedélyes fényképész – egyébként órásmester – apja útmutatása nyomán már tízéves korában saját fényképezőgépével felvételeket készített, amelyeket maga is laborált. 1907-ben érettségizett a pozsonyi evangélikus líceumban, majd orvosnak készült, végül mégis a Műegyetemen szerzett építészmérnöki diplomát. Több évtizeden át (36 évig) Wellisch Andor építészirodájának megbecsült munkatársa volt. A festőművészethez és grafikához Rauscher Lajos festőművésztől és Székely Bertalan fiától, Székely Árpádtól, műegyetemi tanáraitól kapott biztatást.
Az első világháborúban az olasz fronton hadtápos drótkötélpályák tervezése és kivitelezése mellett, sok fényképet, rajzot és akvarellt alkotott a „nagy háború” borzalmairól és a Júliai-Alpok szép tájairól. Közben az idős Mednyánszky László festőművésszel hónapokig közös barakkban éltek.

### Fotográfiai szakmai tevékenysége
1910-ben a Magyar Amatőrfényképezők Országos Szövetsége (MAOSZ) tagja, 1912-től a választmány, 1927-től a tiszteletbeli tagja volt, 1942-ben a szövetség alelnökévé választották. Gyakorlati bemutatóiból, szakkönyveiből amatőr fotósok garmadája okult, s 116 szakcikk is kikerült a keze alól. A Wessely-féle lágyrajzú objektív megalkotásában is közreműködött. Az átnyomás kézikönyve címen szakkönyvet is megjelentetett.
1921-ben alapítója volt a Fotóművészeti Hírek című folyóiratnak, 1921–27 között annak társszerkesztője, majd 1928–30-ban főszerkesztője lett. 1937-től a 9,5 mm-es filmezéssel is foglalkozott.

## Kiállításai
- 1967 A magyar fotográfia története
- 1969 Életműkiállítás, riportfilmmel
- 1999 Kecskeméti Fotográfiai Múzeum (posztumusz)
- 2023 Kecskemét, Cifrapalota (emlékkiállítás)

## Elismerései
- 1954 Arany oklevél (MAOSZ)

### Magánélete
Egész életében magyarnak vallotta magát, bár magyarul csak a verbói evangélikus elemi iskolában tanult meg. 95 éves korában Budapesten érte a halál, a Fiumei úti sírkertben lelt végső nyugalomra. Több tízezernyi fényképfelvételét fia, ifj. Vidarény Iván tette közkinccsé 1991-ben a Kecskeméti Fotográfiai Múzeumnak átadva őket.